# Solanum subg. Leptostemonum
Solanum subg. Leptostemonum es un subgénero del género Solanum. Incluye las siguientes seccionesː

## Secciones
- Solanum sect. Acanthophora
- Solanum sect. Anisantherum
- Solanum sect. Campanulata
- Solanum sect. Crinitum
- Solanum sect. Croatianum
- Solanum sect. Erythrotrichum
- Solanum sect. Giganteiformia
- Solanum sect. Graciliflorum
- Solanum sect. Herposolanum
- Solanum sect. Irenosolanum
- Solanum sect. Ischyracanthum
- Solanum sect. Lasiocarpa
- Solanum sect. Lathyrocarpum
- Solanum sect. Leprophora
- Solanum sect. Melongena
- Solanum sect. Micracantha
- Solanum sect. Monodolichopus
- Solanum sect. Nycterium
- Solanum sect. Oliganthes
- Solanum sect. Persicariae
- Solanum sect. Polytrichum
- Solanum sect. Pugiunculifera
- Solanum sect. Somalanum
- Solanum sect. Torva